# Hagby (Kalmar)
Hagby is een plaats in de gemeente Kalmar in het landschap Småland en de provincie Kalmar län in Zweden. De plaats heeft 651 inwoners (2005) en een oppervlakte van 192 hectare.